# Лунд, Магнус
Магнус Лунд (англ. Magnus Lund, родился 25 июня 1983 года в Манчестере) — английский регбист норвежского происхождения, игравший на позиции фланкера.

## Биография

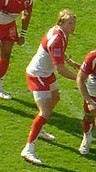
Лунд в составе «Биаррица»

Сын норвежского баскетболиста и игрока национальной сборной Мортена Лунда, который учился в Манчестере (ныне проживает в Осло, видится с сыном два раза в год). Есть старший брат Эрик, регбист и капитан сборной Норвегии, известный по матчам за «Биарриц Олимпик» в чемпионате Франции.
Магнус окончил Ланкастерскую королевскую гимназию, за сборную которой играл, и Городской университет Манчестера, где изучал бизнес-предприятия. Магнус начал играть за время университетской учёбы за сборные Англии до 16 и до 18 лет, в 2002 году дебютировал за клуб «Сейл Шаркс» матчем против «Бристоль Сёгунс», в том же году сыграл со сборной Англии на чемпионате мира до 19 лет в Италии. В 2003 году выступал с командой на чемпионате мира до 21 года в ЮАР, тогда же дебютировал в сборной по регби-7, в составе которой был заявлен на Игры Содружества 2006 года в Мельбурне (серебряный призёр).
В сезоне 2005/2006 Лунд завоевал титул чемпиона Англии, занеся попытку в финале турнира против «Лестер Тайгерс» (победа 45:20). В 2006 году он был в расширенном составе сборной на Кубок шести наций, а после успешного турне по Австралии был заявлен на сезон 2006/2007. В матче Кубка шести наций 2007 он отметился попыткой в ворота Шотландии, что принесло англичанам победу 42:20, был заявлен также на Кубок шести наций 2008. В июне 2008 года перешёл во французский клуб «Биарриц Олимпик», с которым дошёл до финала Кубка Хейнекен 2009/2010 и выступал с 2010 года со своим старшим братом Эриком Лундом. В июле 2014 года вернулся в состав «Шаркс».